# Todo Mundo no Rio
Todo Mundo no Río —en español: Todo el mundo en Río— es una serie de megaconciertos gratuitos de música internacional, promovidos por la Alcaldía de Río de Janeiro y producidos por Bonus Track. El proyecto busca transformar la Playa de Copacabana en un gran escenario musical y consolidar mayo como mes de celebración cultural. Desde su primera edición, el evento reúne artistas de renombre mundial y prevé realizar conciertos anuales hasta 2028.

## Historia
El proyecto ganó notoriedad tras el concierto de Madonna, realizado en mayo de 2024, que atrajo a 1,6 millones de personas, el mayor público de toda su carrera, según datos de Riotur. Inspirado por el éxito del evento, el alcalde de Río de Janeiro, Eduardo Paes, expresó su deseo de institucionalizar la experiencia con grandes conciertos gratuitos cada año, hasta el final de su mandato en 2028.
A continuación, se confirmó la participación de Lady Gaga, con concierto programado para el 3 de mayo de 2025. Se presentaron más de 2.5 millones de personas, lo que fue el mayor público de la carrera de la artista estadounidense y el mayor público para una artista femenina en solitario.

## Funcionamiento
El evento es gratuito y financiado por la Alcaldía de Río y patrocinadores. El formato del megaconcierto busca ofrecer una experiencia cultural de alta calidad para la población, reuniendo grandes nombres de la música internacional en un ambiente de integración y celebración. El proyecto también tiene como objetivo convertir el primer sábado de mayo en una fecha icónica, concebida incluso con el nombre de Celebration May.

## Transmisión y cobertura
Para ampliar el acceso al evento, los conciertos se transmiten en vivo. La presentación de Madonna y Lady Gaga, por ejemplo, fue confirmada simultáneamente por TV Globo, Multishow y Globoplay. Esta estrategia permite que, incluso quienes no puedan asistir presencialmente a la Playa de Copacabana, puedan seguir el espectáculo y ser parte de la celebración. 

## Impacto y perspectivas
El éxito del concierto gratuito de Madonna en Copacabana en 2024, que generó un impacto económico estimado de R$ 300 millones, sirvió como precedente para impulsar la continuidad del proyecto Todo Mundo no Rio.  En una entrevista con el podcast PodK Liberados, el alcalde Eduardo Paes defendió el financiamiento público de este tipo de espectáculos y señaló:

¿Vas a gastar dinero público con Lady Gaga? Sí. También gasté con Madonna. ¿Sabes por qué? Porque llena todos los hoteles, llena todos los restaurantes.

Tras el anuncio del recital de Gaga, se registró un aumento significativo en la demanda turística hacia Río de Janeiro. Las búsquedas de vuelos desde Argentina crecieron un 150%, mientras que la empresa Despegar reportó un incremento del 650% respecto al año anterior. En Chile, Cocha informó aumentos del 250% en búsquedas y del 136 % en reservas. Dentro de Brasil, las búsquedas de viajes hacia Río aumentaron más del 60%, y según Airbnb, la demanda de hospedajes en la ciudad fue 150 veces superior a la habitual, con Copacabana como el barrio más solicitado. Según la Alcaldía de Río de Janeiro, el recital Gaga en mayo de 2025 generó un impacto económico estimado de R$ 600 millones (aproximadamente USD$ 109 millones), duplicando así la cifra alcanzada por Madonna.
Estos resultados reforzaron la expectativa de que los megaconciertos no solo promuevan la cultura, sino que también beneficien sectores clave como la hotelería, la gastronomía y el turismo. El proyecto Todo Mundo no Rio busca consolidar a la ciudad como un polo internacional de eventos culturales, y se espera que sus resultados positivos incentiven nuevas ediciones con el apoyo de alianzas y patrocinadores.

## Historial de conciertos
| Edición | Artista   | Fecha             | Evento               | Público      | Recaudación     | Invitados              | Ref.          |
| ------- | --------- | ----------------- | -------------------- | ------------ | --------------- | ---------------------- | ------------- |
| 1       | Madonna   | 4 de mayo de 2024 | The Celebration Tour | 1,6 millones | R$ 300 millones | Anitta y Pabllo Vittar | [ 37 ]        |
| 2       | Lady Gaga | 3 de mayo de 2025 | Mayhem on the Beach  | 2,5 millones | R$ 600 millones | —                      | [ 38 ] [ 39 ] |